# Kasteel Pienzenau
Kasteel Pienzenau (Duits: Ansitz Pienzenau, Italiaans: Castel Pienzenau) is een middeleeuws kasteel gelegen in Meran (Italië), in de wijk Obermais.

## Geschiedenis
Kasteel Pienzenau wordt voor het eerst vermeld in 1394. Tot de 18e eeuw werd het kasteel door benedictijner monniken uit de Abdij van Ettal (Beieren) als rust- en gebedsoord. De monniken legde op het uitgestrekte kasteelterrein een tuin aan met diverse zeldzame plantensoorten.
Na enkele verbouwingen werd Pienzenau gekocht door Paul Kuh-Chrobak, die hier onder andere Richard Strauss te gast had.
In 1969 werd het kasteel eigendom van de familie Schölzhorn, die het volledig renoveerde. 
Tegenwoordig doet Kasteel Pienzenau dienst als hotel en wordt het gebruikt voor diverse evenementen.